# 京都南部氏
京都南部氏（きょうとなんぶし）は、室町時代から戦国時代にかけての武家。甲斐国巨摩郡南部郷で甲斐源氏の流れを汲む南部氏の分流と考えられるが、系譜の詳細は不明。

## 概要
京都で活動する南部氏は『蔭涼軒日録』文明18年（1486年）4月27日条に見える「南部右京亮」が初見である。「右馬頭（細川政国）被官」とされている「南部右京亮」は「大徳寺文書」に見える文亀3年（1503年）7月20日付の文書にて南部右京亮国行と署名している。他に細川典厩家の被官として『蔭涼軒日録』や『後法興院記』などに名前が見える南部氏には「南部左京進」や「南部左京亮」がいるが、国行と同一人物であるかは不明である。また同じく「大徳寺文書」には、明応2年（1493年）と永正7年（1510年）に南部左京宗寿の名前が見える。『不問物語』には、永正の錯乱（永正4年、1507年）後に細川高国と共に京都を退いた被官の中に「南部七郎」の名前が見え、『実隆公記』には「入道子」とある。南部七郎の本名は「大徳寺文書」に名前が見える秀行とされる。「細川亭御成記」（『続群書類従』所収）には大永4年（1524年）3月6日条に「南部但馬入道」や「南部与介」の名前が見える。但馬守を名乗る南部氏には、細川藤賢の被官として「南部但馬守竹吉」の名前が見える。「慈眼寺文書」には、細川氏綱の内衆に「南部右京亮」の名前が見える。